# Into the liquid unknown
Into the liquid unknown is het vierde studioalbum van Paul Ellis. Het is een album met kosmische elektronische muziek uit de Berlijnse School. Ellis paste die muziek niet in een denkbeeldige ruimtereis maar een reis naar de diepten van de oceaan. Het beeld dat opgeroepen wordt is hetzelfde, onmetelijk (fig) lege ruimte(n).   

## Musici
- Paul Ellis – synthesizers, elektronica

## Muziek
| Nr. | Titel                                            | Duur  |
| --- | ------------------------------------------------ | ----- |
| 1.  | Bend in the river                                | 5:52  |
| 2.  | Into the liquid unknown                          | 13:35 |
| 3.  | Moonlit stream at the mouth of the cavern        | 0:58  |
| 4.  | Under the waves, a sky of water                  | 5:15  |
| 5.  | Slowly rowing through great melodies             | 5:49  |
| 6.  | Undines                                          | 3:38  |
| 7.  | A roaring player piano left burning on the beach | 6:04  |
| 8.  | Gistening                                        | 9:11  |
| 9.  | Drifting shards from an ice floe                 | 3:22  |
| 10. | Luminous depths in a sapphire sea                | 4:53  |
| 11. | Suspended                                        | 3:48  |
| 12. | The underground river                            | 2:55  |
| 13. | Dissolve                                         | 2:47  |
| 14. | Alexandria                                       | 3:14  |
| 15. | Drop becomes ocean                               | 2:03  |